# Current Island
Current Island – wyspa w archipelagu Wysp Bahama, położona około 100 metrów od Eleuthery oraz w pobliżu Pimlico Islands. Wyspę oddziela od Eleuthery Current Cut, od którego wyspie została nadana nazwa. 
Na wyspie znajduje się osada Bar Bay Settlement. Current Cut jest odwiedzana przez nurków, ze względu na jego dużą głębokość oraz prędkość prądów morskich. Wyspę obsługuje port lotniczy North Eleuthera.